# Тоні Айнесон
Тоні Айнесон (англ. Tony Ineson, 23 квітня 1950) — новозеландський хокеїст на траві.
Олімпійський чемпіон 1976 року.